# FireHouse
Firehouse — американський музичний гурт, що працює у жанрах хард-рок, хеві-метал, ґлем-метал.
Організували даний проект колишні члени гурту «Maxx Warrior» вокаліст Карл Снере і басист Перрі Річардсон, що узяли собі на підмогу гітариста Біла Льоверті і барабанщика Майкла Фостера. Якимсь чудом квартету вдалося вскочити в потяг «патлатих команд», що відходив, і встигнути здобути успіху перед нашестям гранжа. Зробивши кілька «демок» під керівництвом Дані Струм і Марка Слотера, гурт дістав контракт від «Epic». Але тут виявилося, що в Канаді вже існує гурт «White heat» (як спочатку іменувався гурт), і назву довелося поміняти на «Firehouse», за однойменною піснею гурту Kiss.
Однойменний альбом, що вийшов 1990-го року, виявився настільки сильним, що у себе на батьківщині отримав «платину», а в таких країнах як Канада, Японія і Сінгапур — «золото». Наступного року команда заробляла собі концертну славу, гастролюючи Штатами в компанії «Warrant» і «Trixter» і розігріваючи «Status Quo» у Європі. Тим часом сингли «Firehouse» бомбардували чарти, а пісні гурту частенько крутилися в ефірі.
Другий диск, «Hold your fire», розкуповувався теж непогано (загальний тираж — понад мільйон), але досягти успіху дебютної роботи не зміг. Вслід за світовим туром 1993 року в команді наступив творчий застій, і третій альбом вийшов тільки 1995-го. Продюсований Роном Невісоном, диск суттєво поступався двом першим релізам. У результаті в рідних Штатах платівка провалилася, тим більше, що вже настала епоха гранжа. «Трійка» користувалася попитом лише в деяких країнах південно-східної Азії. «Firehouse» спробував реабілітовувати себе, випустивши акустичний альбом з відповідною назвою «Good Acoustics». Проте старання музикантів були марними і контракт із «Epic» було втрачено.
Але «пожежники» все ж таки не втрачали надії і повернулися в 1998-м з новою роботою «Category 5». Правда, диск вийшов тільки в Японії і південно-східній Азії, а в Америці його можна було купити тільки через інтернет і під час концертів гурту. Втім, ставка на японців була не даремною, адже, наприклад, «Category 5» посіла там четверте місце, а тамтешні гастролі «Firehouse» пройшли з аншлагами.
За мотивами одного з таких концертів, що відбувся в Осаці, був записаний лайв «Bring 'em Out». Диск вийшов спочатку в Японії, і лише за рік — у Штатах. Перед черговими сесіями, в 2000 році команду покинув Річардсон, а його місце посів Брюс Вейбел, що мав досвід роботи з Грегом Оллманом. Він пробув в колективі до жовтня 2002-го, взявши участь у записі «O2» та у північноамериканських гастролях, на яких «Firehouse» грав разом з «Warrant», «Ratt», «Dokken» і «L.A. Guns». Короткий час посаду басиста займав Баррі Спаркс, а в лютому 2003-го новим «фаерхаусником» став Даріо Сейксас.
Оновлена конфігурація записала альбом «Prime time», вихід якого був затьмарений звісткою про смерть Брюса Вейбела. Тим часом басистом став Аллен Маккензі. Його дебют відбувся на європейських гастролях, що пройшли весною 2004-го в компанії з Денні Военом і «Deadline».

## Склад
- C.J. Snare — вокал, клавішні
- Bill Leverty — гітара
- Allen McKenzie — бас
- Michael Foster — барабан

## Дискографія
- 1990 — Firehouse
- 1992 — Hold Your Fire
- 1995 — 3
- 1996 — Good Acoustics
- 1998 — Category 5
- 1999 — Bring 'Em Out Live
- 2000 — O2
- 2003 — Prime Time